# Schaal (verhouding)
In de techniek, de cartografie, de fotografie en de modelbouw is de schaal van een model of afbeelding van een object de verhouding tussen de afmetingen daarvan en die van het originele object. Zo betekent voor een landkaart op een kaartschaal van 1:25.000 dat 1 cm op de kaart overeenkomt met 25.000 cm = 250 m in werkelijkheid.
De schaal is de vergrotingsfactor, dus groter dan 1 bij een vergroting, 1 bij ware grootte, en tussen 0 en 1 bij een verkleining. De schaal wordt vaak geschreven als breuk met een deelteken (:) als symbool. Als het model 10 maal zo klein is als het origineel, is de vergrotingsfactor 0,1, of anders geschreven 1 : 10 (uitgesproken als: een op tien). Dit geeft dus aan dat 1 cm van het model 10 cm van het origineel betreft. Het omgekeerde van de vergrotingsfactor wordt het schaalgetal genoemd, in dit voorbeeld is het schaalgetal dus 10. Een kleine schaal, dus een groot schaalgetal, geeft een sterke verkleining weer van het origineel. Bij een vergroting is het schaalgetal kleiner dan 1, bijvoorbeeld 0,25. Men schrijft dan 4 : 1. Samenvattend:
- schaal 1 : 1 betekent ware grootte
- schaal 1 : X betekent dat verkleind is afgebeeld
- schaal X : 1 betekent dat vergroot is afgebeeld

met X > 1
Bouwtekeningen zijn altijd op schaal. De norm ISO 5455 geeft voor technische tekeningen regels voor de schaal ervan.